# Roberto Cecchetto
Roberto Cecchetto (Milaan) is een Italiaanse jazz-gitarist.
Cecchetto maakte deel uit van onder meer de bands van Enrico Rava en Giorgio Li Calzi, alsook van de groepen Jazz Chromatic Ensemble en Nexus (van Tiziano Tononi en Daniele Cavallanti). Ook heeft hij samengewerkt met bijvoorbeeld Matia Bazar en Emanuele Cisi. 

## Discografie (selectie)
als leider:
- Slow Mood (met Giovanni Maier), Artesuono, 2003
- Downtown, Auand Records, 2007
- Blues Connotation (met Giovanni Maier), Artesuono, 2007
- Soft Wind, EMI, 2011

met Enrico Rava:
- Electric Five, Soul Note, 1995
- Noir, Label Bleu, 1996
- Italian Ballads, Musicmasters, 1997
- Certi Angoli Segreti, Label Bleu, 1998

met Giorgio Li Calzi:
- La Nuit Americaine, Philology, 1996
- Suk, Philology, 1997
- Imaginary Film-Music, Philology, 1999